# Grüne Muräne
Die Grüne Muräne (Gymnothorax funebris) kommt im tropischen und subtropischen westlichen Atlantik von New Jersey über die Bermudas bis zur Küste des südlichen Brasilien vor, außerdem in der Karibik und im nördlichen Golf von Mexiko. Sie bewohnt vor allem Korallen- und Felsriffe sowie Mangrovengebiete in Tiefen bis 30 Metern. Die Fische dringen auch in Flussmündungen und Hafenbecken vor.

## Merkmale

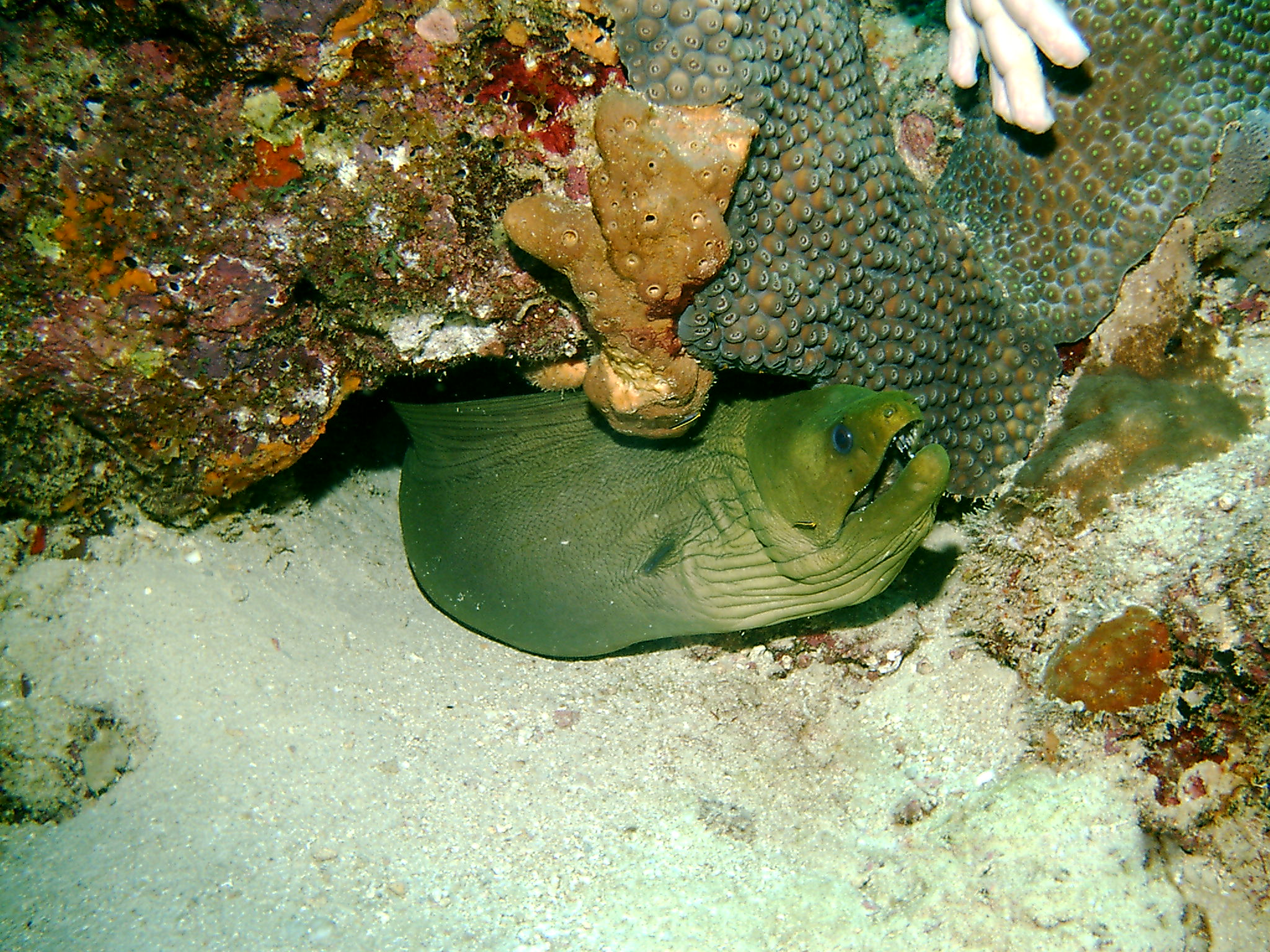
Grüne Muräne in Venezuela

Die Grüne Muräne wird sehr groß, 2 bis 2,3 Meter lang, 29 kg schwer und ist kräftig gebaut. Sie ist einfarbig grünbraun, Jungtiere eher braun, sehr kleine Jungfische schwärzlich mit einem weißen Unterkiefer. Der Flossensaum ist hoch und gut entwickelt, was sie zu einem guten Schwimmer macht. Geschlechtsunterschiede sind nicht bekannt.

## Lebensweise
Grüne Muränen sind Einzelgänger und verbringen den Tag meist in Höhlen und Spalten verborgen. Gelegentlich schwimmen sie jedoch auch frei umher. Sie sind nachtaktiv und ernähren sich von Fisch, Krebsen, Sepien und Kraken. Die Fortpflanzungsbiologie der Grünen Muränen ist unbekannt.

## Grüne  Muränen und Menschen
Grüne  Muränen werden als Speisefische gefangen und frisch oder eingesalzen vermarktet. Das Fleisch großer Exemplare kann  Ciguatoxine enthalten und Ciguatera auslösen. 
Wegen ihrer Größe kann der Biss der Tiere für Fischer oder Taucher gefährlich sein.